# Amitriptilină
Amitriptilina este un medicament antidepresiv din clasa antidepresivelor triciclice și este utilizat în tratamentul depresiei și a altor afecțiuni precum durerea, migrena și fibromialgia. Datorită efectelor adverse frecvente, este un agent de linia a doua în cazul acestor afecțiuni. Căile de administrare disponibile sunt orală și intramusculară.
Molecula a fost descoperită la finalul anilor 1950 de către oamenii de știință de la Merck  și a fost aprobată pentru uz medical în Statele Unite ale Americii în anul 1961. Se află pe lista medicamentelor esențiale ale Organizației Mondiale a Sănătății. Este disponibil sub formă de medicament generic.

## Utilizări medicale
Amitriptilina este utilizată în tratamentul:
- depresiilor cu componentă anxioasă (mai ales când este necesară sedarea);
- enurezisului nocturn la copii;
- durerilor cronice rebele, neurogene și al migrenei.

În ciuda eficacității sale în tratamentul depresiei, este mai rar utilizată (agent de linia a 2-a), datorită toxicității întâlnite în caz de supradoză și a tolerabilității scăzute.